# Setesdalsbanen

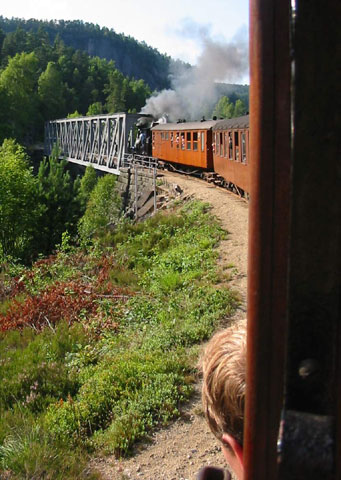
De huidige museumlijn

Setesdalsbanen is een spoorlijn in Noorwegen. De lijn, met een spoorbreedte van 1.067 mm, werd eind 19e eeuw aangelegd tussen Kristiansand aan de zuidkust en Byglandsfjord in het Setesdal.
De totale lengte van de lijn was 78 kilometer. Deze werd in twee etappes geopend: het eerste deel tussen Kristiansand en Hægeland werd geopend in 1895, het tweede deel tot Byglandsford een jaar later. Tegelijk met de lijn werd ook het station van Kristiansand gebouwd als eindpunt van de lijn. Kristiansand werd als enige in steen gebouwd; alle andere stations aan de lijn werden in hout opgetrokken.
De lijn is tot 1962 in gebruik geweest. Na de sluiting werd het grootste deel van de lijn opgebroken. De 6 kilometer tussen Beihølen en Grovane bleef bewaard en werd in gebruik genomen door een plaatselijke club van stoomtreinliefhebbers. In 1964 ging op dit deel een stoomtrein rijden. In 2004 werd het tracé verlengd tot aan Røyknes.